# Дијагноза: Убиство (филмски серијал)

Филмски серијал Дијагноза: Убиство је серијал од 5 ТВ филмова који су емитовани као део ЦБС-ове серије Дијагноза: Убиство.

## ТВ филмови (1992−93)

### Улоге
- Дик ван Дајк као др. Марк Слоун
- Синтија Гиб као др. Аманда Бентли
- Стивен Кефри као др. Џек Паркер
- Бери ван Дајк као Стив Слоун
- Мариет Хартли као Кeјт Хамилтон (прва 2 ТВ филма)

### Филмови (1992−93)
| Бр. филма | Наслов                   | Редитељ               | Сценариста           | Премијера         | Гледаност у САД-у (милиони) |
| --- | ------------------------ | --------------------- | -------------------- | ----------------- | --------------------------- |
| 1 | "Дијагноза: Убиства"     | Кристофер Хиблер      | Дин Харгров          | 5. јануар 1992.   | 21.20                       |
| Др. Марк Слоун је покренуо истрагу када му је добар пријатељ оптужен да је убио свог шефа. |                          |                       |                      |                   |                             |
| 2 | "Кућа у Јаворовој улици" | Кристијан И. Најби II | Брус Френклин Сингер | 1. мај 1992.      | 15.60                       |
| Један од старих студената др. Марка Слоуна је изгледа скочио са високе зграде и убио се, али Слоун не мисли да се он убио − него да је убијен. |                          |                       |                      |                   |                             |
| 3 | "Окрет ножа"             | Џери Лондон           | Џери Конвеј          | 13. фебруар 1993. | 16.10                       |
| Стара Слоунова другарица Рејчел Волтерс вратила се у болницу да оперише сенатора САД-а. Она је намерно заразила сенатора стафилококом што је довело до његове смрти. Марк је посумњао да Рејчел стоји иза сенаторове смрти па је одлучио да истражи стару другарицу. |                          |                       |                      |                   |                             |

## ТВ филмови (2002)

### Улоге
- Дик ван Дајк као др. Марк Слоун
- Викторија Ровел као др. Аманда Бентли
- Чарли Шлатер као др. Џеси Травис
- Бери ван Дајк као Стив Слоун

### Филмови (2002)
| Бр. филма | Наслов             | Редитељ               | Сценариста                                                     | Премијера        | Гледаност у U.S. (милиони) |
| --- | ------------------ | --------------------- | -------------------------------------------------------------- | ---------------- | -------------------------- |
| 4 | "Град без милости" | Кристофер хиблер      | Џоел Штајгер                                                   | 6. фебруар 2002. | 12.50                      |
| Др. Марк Слоун и његов син Стив отишли су у пустињу како би сазнали судбину своје ћерке односно сестре и њеног супруга.                                    |                    |                       |                                                                |                  |                            |
| 5 | "Без упозорења"    | Кристијан И. Најби II | Синопсис: Барт Прелатски Сценарио: Барт Прелатски и Стив Браун | 26. април 2002.  | 9.60                       |
| Леш је испливао из мора. Стива је истрага довела до салаша на ком су радиле избеглице. Избеглице умиру од непознате болести, а Марк се бори да нађе узрок. |                    |                       |                                                                |                  |                            |